# Jason Molina
Jason Andrew Molina (30 de diciembre de 1973 – 16 de marzo de 2013) fue un músico y cantautor estadounidense. Criado en el norte de Ohio, saltó a la fama actuando y grabando como Songs: Ohia, tanto en proyectos en solitario como con un elenco rotatorio de músicos a finales de la década de 1990. A partir de 2003 amplió su público más allá del indierock gracias a sus lanzamientos con la banda Magnolia Electric Co.
Entre sus dos proyectos musicales y lanzamientos en solitario ha desarrollado una prolífica carrera que incluye un total de dieciséis álbumes de estudio, ocho EP y numerosos sencillos. Su discografía general ha sido destacada por la crítica por su combinación de elementos de indie rock, blues y country alternativo con su rango vocal tenor.
En 2009 Molina canceló una gira con Magnolia Electric Co., alegando problemas de salud como razón principal. Los siguientes cuatro años los pasaría lidiando con el alcoholismo, factor que sería la causa principal de su muerte por fallo orgánico múltiple en marzo de 2013.

## Primeros años
Molina nació el 30 de diciembre de 1973 en Oberlin, Ohio. Su padre era profesor de instituto. Tuvo un hermano, Aaron, y una hermana, Ashley. Molina se crio en Lorain, una ciudad industrial a 25 millas al oeste de Cleveland, y creció en una casa-remolque en el lago Erie. Comenzó a tocar la guitarra a los diez años.
Molina fue alumno en el Oberlin College, graduándose con una licenciatura en Artes en 1996. Después de tocar el bajo en varias bandas de heavy metal en y alrededor de Cleveland, Molina se convirtió en un artista solista bajo sucesivos alias, reclutando a otros músicos para cada proyecto según las necesidades del momento. Realizó varias grabaciones caseras bajo nombres diferentes, como Songs: Albian, Songs: Radix, y Songs: Unitas, distribuidas en sus actuaciones en directo.

## Trayectoria

### Songs: Ohia: 1996–2003
Songs: Ohia fue, en gran medida, un proyecto centrado en el propio Jason Molina como único miembro estable acompañado de músicos que entraban y salían de la banda de forma continua. Songs: Ohia se encuadra habitualmente dentro de los géneros musicales indie rock, lo-fi, folk o alt-country. La segunda parte del nombre es una alusión tanto al árbol hawaiano 'Ohi'a lehua como al estado natal de Molina, Ohio.
El primer lanzamiento de Songs: Ohia llegó en 1995 como sencillo en Palace Records, Nor Cease Thou Never Now. Este fue seguido por el álbum de 1997 Songs: Ohia (conocido entre los fanes como el álbum negro), lanzado en el sello de Bloomington, Indiana, Secretly Canadian.
En 2000 Molina lanzó tres álbumes: The Lioness, grabado en Glasgow por el productor Andy Miller con la ayuda de Alasdair Roberts y miembros de Arab Strap; Ghost Tropic, grabado por Mike Mogis; y Protection Spells, un álbum en solitario vendido en shows en vivo y ahora descatalogado. En 2000, Molina había dado un descanso a su guitarra tenor en favor de una guitarra eléctrica regular de seis cuerdas y formó una banda completa para respaldarlo, incluyendo a los hermanos Rob y Dan Sullivan en el bajo y la guitarra, Jeff Panall en la batería, y Jim Grabowski en el órgano. En el mismo año, la banda grabó un álbum en directo cerca de Módena, Italia, lanzado localmente en 2001 como Mi Sei Apparso Come Un Fantasma.
En 2002 Molina grabó Didn't It Rain en Filadelfia con miembros de la banda de bluegrass Jim & Jennie & the Pinetops. En el álbum, llamado así por una canción de Mahalia Jackson, la banda logró un sonido casi gospel muy alejado de la densidad de Ghost Tropic. Grabando y escribiendo nuevas canciones de forma regular, Songs: Ohia lanzó un puñado de sencillos y EP en 2002, incluyendo un split  EP con My Morning Jacket y un EP colaborativo (bajo el nombre de Amalgamated Sons of Rest) con Will Oldham y Alasdair Roberts.
El lanzamiento en 2003 de Magnolia Electric Co. marcó un cambio en la dirección de Songs: Ohia. Varias diferencias importantes distinguen a este de sus predecesores. Producido por Steve Albini, es el álbum de rock más directo del catálogo de Songs: Ohia. Las canciones fueron grabadas en directo en el estudio con el acompañamiento de una banda completa de gira y varios músicos de Didn't it Rain.
El sonido del álbum está basado, en gran medida, en el rock y folk-rock de los años 60/70, así como en las raíces heavy metal de Molina (Black Sabbath, grupo británico pionero del metal, es citado a menudo como una de las influencias de Molina). En Magnolia Electric Co. Molina renuncia a las tareas vocales en dos de las ocho canciones: el cantante local Lawrence Peters presta su voz a "The Old Black Hen", mientras que el artista del sello Secretly Canadian Scout Niblett toma el relevo en "Peoria Lunch Box Blues" (ambas, canciones de Molina).

### Magnolia Electric Co.: 2003–2009

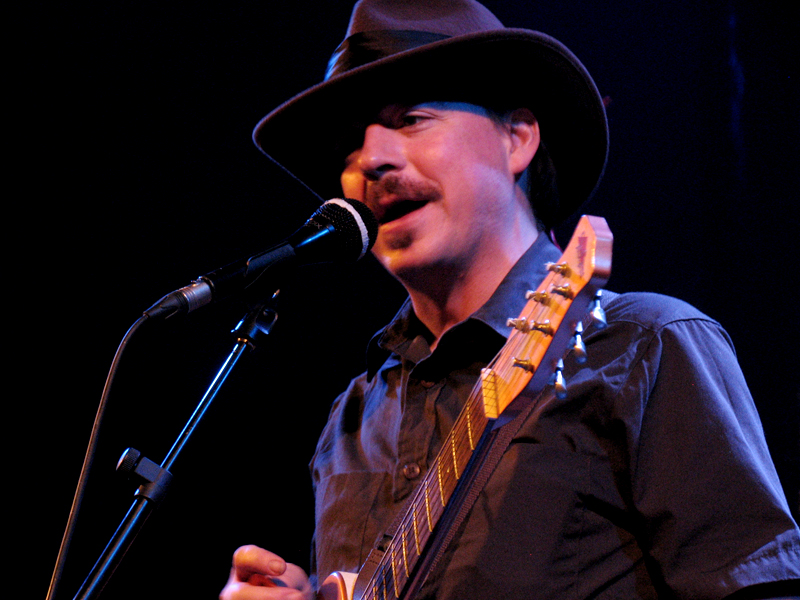
Molina actuando en Barcelona, 2009

En marzo de 2003, mientras estaba de gira, Molina anunció que cambiaría el nombre de la banda para pasar a llamarla Magnolia Electric Co., conservando la dirección estilística del álbum del mismo nombre. Molina continuó lanzando trabajos en solitario bajo su propio nombre, grabando en enero de 2004 el LP Pyramid Electric Co..
Aunque Magnolia Electric Co. y Pyramid Electric Co. fueron originalmente pensados como un álbum doble, el segundo parece ser el opuesto estilístico del primero.
Producido por Mike Mogis, responsable también de Ghost Tropic, Pyramid muestra a Molina cantando en solitario acompañado por un piano o una guitarra. El primer lanzamiento oficial de Magnolia Electric Co. fue un álbum en directo, Trials and Errors, seguido de un álbum de estudio, What Comes After The Blues, y un EP, Hard To Love a Man, todos lanzados en 2005. En 2006, Molina lanzó dos discos más: el primero en solitario, Let Me Go, Let Me Go, Let Me Go y el segundo y más convencional Fading Trails con Magnolia Electric Co., este último grabado durante el año anterior a partir de tres sesiones diferentes .
No está del todo claro en qué momento Songs: Ohia se convirtió en Magnolia Electric Co. En distintas entrevistas Molina afirmó que consideró la continuidad del nombre Songs: Ohia después de Didn't It Rain, haciendo de Magnolia Electric Co. el álbum debut homónimo bajo el nuevo nombre. En dicho disco la etiqueta "Songs: Ohia" no aparece en el material gráfico del álbum y sólo una pegatina promocional en el envoltorio de celofán lo conecta con el nombre anterior. Sin embargo, Secretly Canadian todavía promociona el álbum bajo el apodo de Songs: Ohia. Por otro lado, el álbum en directo de Magnolia Electric Co. Trials and Errors fue grabado el 16 de abril de 2003 en el club Ancienne Belgique en Bruselas, en un momento en que la banda todavía estaba de gira bajo el nombre Songs: Ohia. Pitchfork Media más tarde informó que el cambio de nombre se haría oficial después de la gira española en octubre de 2003.

### Últimos años y enfermedad: 2009–2013
Según Jason Groth, compañero de banda de Magnolia Electric Co., Molina "tenía una relación complicada con la botella" que se remontaba a 2003. La gravedad de su alcoholismo no fue revelada a muchos de sus amigos cercanos hasta después de 2009.
La gira europea de Molina & Johnson correspondiente a su álbum homónimo estaba programada para noviembre y diciembre de 2009; dicha gira fue cancelada el 23 de noviembre, tres días antes de su comienzo. Una breve nota en la web de la banda achacó las cancelaciones a "problemas de salud" (sin más detalles), señalando: "Jason Molina está extremadamente decepcionado, pero no hay manera de que pueda estar en la carretera en el momento actual". La etapa estadounidense de la gira de Molina & Johnson, programada para enero y febrero de 2010, fue cancelada a principios de diciembre con otro breve comunicado en la web de la banda aludiendo de nuevo a los "problemas de salud actuales" de Molina. Después de este anuncio, Molina se retiró de hecho de la vida pública.
El 19 de septiembre de 2011 la familia de Molina publicó un mensaje en el sitio web de Secretly Canadian Records titulado "¿Dónde está Jason Molina?", en el cual se decía que durante los dos años anteriores Molina había estado ingresado en centros de rehabilitación y hospitales de Inglaterra, Chicago, Indianápolis, y Nueva Orleans por una enfermedad no concretada. 
El 5 de mayo de 2012, un post titulado "una nota de Jason" fue publicado en el sitio web de Magnolia Electric Co., explicando ciertos aspectos de su situación por primera vez. Diciendo que había sido "un largo año hospitalario", Molina expresó su gratitud y agradecimiento por el apoyo monetario y emocional que había recibido de los fanes y amigos. Asimismo, añadió una breve actualización sobre su estado diciendo: "El tratamiento es bueno, teniendo que lidiar con un montón de cosas que ni siquiera la música quería. No me he rendido gracias a vosotros, mis amigos no se han rendido a mí." La nota concluía con optimismo, diciendo que había algunos proyectos musicales en la "pantalla de radar lejano".

### Muerte
Molina murió el 16 de marzo de 2013, en Indianápolis, de insuficiencia orgánica relacionada con el abuso de alcohol. Tenía 39 años. Su amigo Henry Owings publicó un artículo en su revista de música en línea Chunklet en el que contaba que Molina había luchado con el alcoholismo durante la mayor parte de la década previa a su muerte. Owings también escribió que Molina había "pasado el sábado por la noche en Indianápolis con nada más que un teléfono celular en el bolsillo". El 15 de mayo de 2017 se publicó la biografía de Molina, Jason Molina: Riding with the Ghost. Una placa en su memoria fue erigida en la entrada de la segunda instalación de almacenamiento de Secretly Canadian. En enero de 2018, el sello independiente Dead Oceans publicó en homenaje a Molina el sencillo Farewell Transmission b/w The Dark Don't Hide It a cargo de Kevin Morby y Waxahatchee.

## Trayectoria artística
Los críticos de música han destacado la música de Molina por su mezcla única de indie rock con blues, country alternativo y música lo-fi, que combinaba "Rust Belt grit con las imágenes pastorales de la música americana". William Yardley del New York Times ha caracterizado a Molina como un "baladista de la angustia". Su rango vocal era tenor.
Según Molina, su trabajo como músico era como un trabajo normal, escribiendo música ocho horas al día. "Tiro la mayor parte de lo que escribo", dijo en una entrevista de 2006. "Me siento muy culpable por la libertad que proporciona ser artista. Me pregunto: '¿Por qué no soy el tipo que vacía la basura, por qué soy yo el tipo que está viendo al tipo vaciar la basura?'".

## Vida personal
Molina estuvo casado con Darcie Schoenman Molina. Estaban distanciados en el momento de su muerte, y no tenían hijos.

## Discografía
Todas las producciones corresponden al sello Secretly Canadian, a menos que se especifique lo contrario.

### Songs: Ohia
Állbumes de estudio
- 1997 Songs: Ohia (también conocido como The Black Album)
- 1998 Impala (originalmente lanzado con Happy Go Lucky)
- 1999 Axxess & Ace
- 2000 The Lioness
- 2000 Ghost Tropic
- 2002 Didn't It Rain
- 2003 Magnolia Electric Co.
- 2018 Love & Work: The Lioness Sessions

Álbumes en directo
- 2001 Mi Sei Apparso Come Un Fantasma (live album, Paper Cut Records)

Grabaciones correspondientes a giras
- 1999 The Ghost
- 2000 Protection Spells

EP
- 1997 Hecla & Griper
- 1998 Our Golden Ratio (Acuarela)
- 2001 Howler (Absalom)
- 2001 Travels in Constants (Temporary Residence)

Singles
- 1996 "Nor Cease Thou Never Now" (Palace Records)
- 1996 "One Pronunciation of Glory"
- 1999 "Untitled" (Western Vinyl)
- 2002 "The Gray Tower"/"Black Link to Fire Link"
- 2002 "Keep It Steady"/"United or Lost Alone"
- 2004 "No Moon on the Water"/"In the Human World" (Chunklet)

### Jason Molina
Álbumes
- 2004 Pyramid Electric Co.
- 2006 Let Me Go, Let Me Go, Let Me Go
- 2012 Autumn Bird Songs (Graveface)
- 2020 Live at La Chapelle
- 2020 Eight Gates

### Magnolia Electric Co.
Álbumes
- 2005 Trials & Errors (álbum en directo)
- 2005 What Comes After the Blues
- 2006 Fading Trails
- 2007 Sojourner (boxset)
- 2009 Josephine

EP
- 2005 Hard to Love a Man
- 2009 It's Made Me Cry

Singles
- 2009 Rider.Shadow.Wolf

### Colaboraciones
Álbumes
- 2009 Molina & Johnson

EP
- 2002 "Translation" Split álbum: My Morning Jacket / Songs: Ohia (Jade Tree)
- 2002 Amalgamated Sons of Rest con Will Oldham y Alasdair Roberts (Galaxia)

Singles
- 1998 "Nay, 'Tis Not Death" (Alternate) split-álbum 7" con Appendix Out (Liquefaction Empire)
- 1999 "Journey On" split-álbum 7" con Oneida (Jagjaguwar)
- 1999 "How to Be Perfect Men" split-álbum 7" con Rex (Temporary Residence)
- 2000 7" single con Alasdair Roberts
- 2000 "Fade St." split-álbum 7" con Glen Hansard (Road Relish)
- 2001 "Lioness" (Version) split-álbum 7" con Scout Niblett

## Para saber más
- Blau, Max (1 de octubre de 2014). «Jason Molina's long dark blues». Chicago Reader. Consultado el 22 de junio de 2018. (enlace roto disponible en Internet Archive; véase el historial, la primera versión y la última).
- Osmon, Erin (2017). Jason Molina: Riding with the Ghost. Rowman & Littlefield. ISBN 978-1-442-26867-8.